# Чокве
Чокве (бачокве, киоко, чиокве), су народ, који припада Банту групи народа, а насељавају централну и јужну Африку. Првенствено живе у Конгу, гдје насељавају југозападне предјеле државе, затим на сјевероистоку Анголе и у сјеверозападним предјелима Замбије.

## Демографија и језик
Процјењује се да припадника овог народа има око 1,3 милиона, док је њихово поријекло вјероватно у великој мјери измијешано са абориџинским Мбунду народом и Мбути Пигмејима. Њихов језик се обично назива Чокве (или Кичокве, Цхокве), и спада у групу језика Банту у граничној линији Нигер-Конго групе језика. Многи такође говоре службене језике својих земаља: енглески у Замбији, француски у Републици Конго и португалски (као први или други језик) у Анголи.

## Историја
Чокве су биле један од дванаест кланова великог Лунда краљевства из 17. и 18. вијека, које је постојало на територији Анголе. Првобитно су били запослени од стране племена Лунда, на крају су постали независни када су прекинули послушност владару Лунда краљевства. Њихова успјешна трговина и богати ресурси учинили су их једним од најбогатијих народа у Анголи. До 1900. године Чокве су поразиле Лунда царство, користећи ватрено оружје, првенствено пиштоље које су добили приликом трговине са Овимбунду народом. Чокве језик и утицај су тада почели да доминирају на сјевероистоку Анголе и да шире се међу народима из бившег Лунда царства. Док су ратови и сукоби расли током колонијалне ере 19. и 20. вијека, и Европљани са запада и свахили-арапи са истока, војно су се одазивали и ширили даље у сјеверну Анголу, Конго и западну Замбију. Португалци практично нису имали никакав контакт са Чоквама све до 1930-их, када су Чокве трговале воском, гумом и слоновачом. Након што су Португалци окончали доминацију у региону, па и над припадницима Чокве народа, они су се и даље борили против ропства и потлачености. Као принц, Мвене Мбанду Капова I из Мбунде одиграо је значајну улогу у борби између Чокви и Мбунди.

### Ропство
У 18. и 19. вијеку Чокве народ је био у потлаченом положају и подвргнут ропству, прогањању, протјеривању. Владари Лунда краљевства, унајмљивали су припаднике Чокви као војнике и ловце, првенствено како би се супротставили насиљу и пријетњама које су донијели новопридошли колонијални народи, али након што су Чокве тргујући са околњим народима дошле у посјед ватреног оружја, након што су се истренирали у руковању тим оружјем, и формирали своје вођство и војсковође, поразили су Лунда краљевство, а домаће становништво употребљавали као робове на њиховим новоосвојеним имањима, а у погледу пољопривредних дјелатности све до почетка 20. вијека. Чокве су међу својом имовином посједовале и велики број робова из многих арапских народа, које су други народи настојали да присвоје себи. У региону горњег Занзибара, Португалци су напали робове Чокви, али су Чокве након оваквих напада удруженим снагама настојале, да поробе што више људи како би за себе осигурали велики финансијски добитак, који би им користио у набавци оружја.
Употреба робова код Чокве народа била је у почетку малобројна појава, прије великог раста и експанзије самог ропства а у корист прибављања материјалних богатстава. Ропство код Чокви је имало је историјски коријен. Наиме Чокве су током међу сеоских обрачуна и размирица, имале обичај да се село које је било било побијеђено током сукоба треба да да члана своје заједнице у најам побједницима. Та размјена се углавном заснивала на слању дјеце у другу заједницу. Након што је ропство постало уносно занимање, у великој мјери је порастао број робова на територији коју су контролисале Чокве. Дозвољавали су да Португалци одводе мушке робове даље, али су жене увијек задржавали како би их користили као радну снагу. Овај обичај се задржао и дуго након што је ропство забрањено у Европи и Америци, али је потреба за јефтином радном снагом у Јужној Африци, Карибима, Оману и другим земљама и даље била присутна, што су Чокве у великој мјери користиле. Европски истраживачи који су посјетили Чокве заједницу почетком 20. вијека писали су у својим извјештајима, да је већина жена била из популације робова, и да су живјели у полигамним заједницама што је проузроковало велики пораст броја популације.

## Друштво и култура
Чокве живе у шумским саванама, али се такође њихова боравишта налазе уз ријеке и мочваре наслоњене на кишне шуме. На сјеверу, Чокве су познате као вјешти ловци. На југу, њихов живот је традиционално усредсрјеђен на култивацију усјева као што су касава, јамс, грашак, пасуљ, кикирики и кукуруз. Пасторална активност, али тек у повоју такође је дио живота припадника јужног Чокве народа. Они су регионално познати по својим изузетним занатским радовима, нарочито по плетењу кошара, изради грнчарија, резбарењу маски, статуа, столица и других рукотворина. Умјетнички рад укључује утилитарне предмете, који укључују приказе из митологије, усмене историје и духовних увјерења. На пример, национална хероина Чибинда Илунга која се удала за Лундову жену и преузела власт је често израђена фигура. Умјетност Чкунгу карактерише колективну моћ предака Чокви, док Мвана по фигурице приказују чуваре плодности и напретка. Нгомбо фигурице су традиционално дио призивања духова, у циљу откривања узрока болести, несреће, немања дјеце и других проблеме са којима се суочава породица или село. Чокве су традиционално матријархално друштво, гдје се жена досељава да живи са породицом свог супруга после вјенчања. Полигимија је историјска пракса обично ограничена на локалног владара или богате породице.
Традиционална религиозна увјерења Чокви, заснивају се на поштовању духова предака. Чокве вјерују да су умјетничка дјела, као што су рукотворине и резбарени објекти, духовна и да их повезују са претцима и боговима Калунга или Нзамби. Са колонијалном ерном, Човке су масовно прелазили у хришћанство.